# Parafia Świętej Rodziny w Wyszkowie
Parafia rzymskokatolicka pw. Świętej Rodziny w Wyszkowie – parafia należąca do dekanatu Wyszkowskiego, diecezji łomżyńskiej, metropolii białostockiej.

## Historia
Samodzielny Ośrodek Duszpasterski, czyli Rektorat pw. Świętej Rodziny w Wyszkowie, który powstał 29 października 2000 roku, obejmował południowo-zachodnią część Wyszkowa i sąsiednie wioski.
Parafia została powołana do istnienia 1 grudnia 2001 roku z parafii św. Wojciecha w Wyszkowie. Obecnie życie liturgiczne koncentruje się w wybudowanej świątyni w stylu neobarokowym, według projektu architekta Michała Bałasza.
19 marca 2017 roku kościół został podniesiony do rangi sanktuarium.
Dekretem biskupa łomżyńskiego Janusza Stepnowskiego z 9 lutego 2021 r. kościół parafialny został ustanowiony jednym z 20 kościołów stacyjnych Papieskiego Roku św. Józefa w diecezji łomżyńskiej.

## Miejsca święte
Kościół parafialny
- Kościół pw. Świętej Rodziny w Wyszkowie[1]

Kościoły filialne i kaplice
- Kaplica pw. Matki Bożej Nieustającej Pomocy w Ostrowach[1]

## Obszar parafii
W granicach parafii znajdują się miejscowości
- Leszczydół-Działki,
- Leszczydół-Podwielątki,
- Leszczydół-Pustki,
- Leszczydół Stary,
- Leszczydół Zalesie
- Olszanka,
- Ostrowy,
- Sitno,

a także ulice
Rybienka Nowego:

- Calineczki,
- Dobra,
- Dobrej Wróżki,
- Handlowa,
- Kubusia Puchatka,
- Królowej Śniegu,
- Księżycowa,
- Małego Księcia,
- Meliorantów,
- Świętego Mikołaja,
- Pinokia,
- Piotrusia Pana,
- Pszczółki Mai, ulice
- Serocka (nr parzyste),

Rybienka Starego:
- Szmaragdowa,
- Złota

oraz Wyszkowa:

- Andersa,
- Akacjowa,
- Baśniowa,
- Boczna,
- Bursztynowa,
- Centralna,
- Cicha,
- Diamentowa,
- Geodetów,
- Graficzna,
- Św. Jana Pawła II,
- Ks. J. Popiełuszki,
- Jutrzenki,
- Kochanowskiego,
- Kolorowa,
- Korczaka,
- Leśna,
- Lipowa,
- Mała,
- Miła,
- Miodowa,
- Młodzieżowa,
- Monte Cassino,
- Odnowy,
- Orla,
- Orzeszkowej,
- Osiedlowa,
- Perłowa,
- Piękna,
- Piłsudskiego,
- E. Plater,
- Pogodna,
- Polna,
- Prusa,
- Przemysłowa,
- Pszeniczna,
- Przytulna,
- Pułtuska (do torów),
- Radosna,
- Reja,
- Różana,
- Serocka (nr parzyste),
- Gen. Wł. Sikorskiego,
- Składanowskiego,
- Słowicza,
- Sosnowa,
- Spacerowa,
- Sybiraków,
- Świętej Rodziny,
- Traugutta,
- Wesoła,
- Willowa,
- Wiosenna,
- Włościańska,
- Wspólna,
- Zakolejowa,
- Zapole,
- Zuchów,
- Żytnia